# Visayas State University
Die Visayas State University (VSU) befindet sich in der Provinz Leyte auf den Philippinen. Sie gilt als eine bedeutende Bildungseinrichtung in der Verwaltungsregion der Eastern Visayas. Die Universität hat fünf Standorte, die eine Gesamtfläche von über 15 km² umfassen. Der Hauptcampus wird vom Department of Tourism als eine Sehenswürdigkeit auf der Insel Leyte beworben. Die Universität gilt als ein international renommiertes Forschungsinstitut in den Bereichen Land- und Forstwirtschaft. An der Universität schrieben sich im zweiten Semester 2011 9.124 Studenten ein. Sie gilt in beiden Forschungs- und Ausbildungsbereichen als eine der drei zentralen Hochschulen der Philippinen, die anderen beiden sind die Central Luzon State University (CLSU) und die Central Mindanao University (CMU).

## Standorte
Die Universität ist aufgeteilt auf fünf Standorte in folgenden Gemeinden: 
- Der Visayas State University Hauptsitz befindet sich im Barangay Pangasugan, Baybay City, und umfasst eine Fläche von 14,79 km², die eine Regenwaldfläche von ca. 5,74 km² rund um den Mount Pangasugan umfassen. Es stehen auf dem Areal 188 Gebäude, in denen auch das Philippine Root Crop Research and Training Center (PhilRootcrops), National Abaca Research Center (NARC), National Coconut Research Center (NCRC) - Visayas, Farm and Resource Management Institute (FARMI), Philippine Carabao Center (PCC), and Agricultural Training Institute - National Training Center (ATI-NTC) angesiedelt sind. Der Campus befindet sich 8 km nördlich des Stadtzentrums von Baybay City und 34 Kilometer südlich von Ormoc City.
- VSU-Isabel befindet sich in der Gemeinde Isabel
- VSU-Alang Alang Campus befindet sich in der Gemeinde Alangalang
- VSU-Villaba Campus befindet sich in der Gemeinde Villaba
- VSU-Tolosa Campus befindet sich in der Gemeinde Tolosa

## Fakultäten
Die Visayas State University beherbergt zehn verschiedene Fakultäten, diese sind in Hochschul- und Fachschulbereiche, sowie in der Berufsausbildung in Colleges gegliedert. Des Weiteren befinden sich drei Institute und eine allgemeinbildende Schule im Bildungssystem der Universität. Dieses sind College of Agriculture, College of Forestry, College of Veterinary Medicine, College of Engineering and Agri-Industries, College of Arts and Sciences, College of Education, College of Fisheries (VSU-Tolosa Campus), College of Agri-Industrial Technology (VSU-Isabel Campus), College of Environmental and Agricultural Technology (VSU-Alangalang Campus), College of Education and Agricultural Technology (VSU-Villaba Campus), Institute of Human Kinetics, Institute of  Tropical Ecology, Institute for Strategic Research and Development Studies und die Graduate School.

## Geschichte
Die Geschichte der Universität begann am 2. Juni 1924, als die Baybay Agricultural School eröffnet wurde. Diese wurde 1938 umbenannt in die Baybay National Agricultural School (BNAS). Am 19. Juni 1960 wurde der Status der Schule erhöht durch die Umbenennung in das Visayas Agricultural College (VAC). Das College entwickelte sich schnell und es wurden neue Ausbildungsprogramme in die Ausbildungssystem des College integriert, so dass am 24. Mai 1974 das College in das Visayas State College of Agriculture (ViSCA) umbenannt wurde. 1999 und im Jahr 2000 wurden die Isabel National Agricultural and Vocational School (INAVS), Alangalang Agro-Industrial School, Leyte National College of Agriculture, Science and Technology in Villaba und die Daniel Z. Romualdez Memorial School of Fisheries in Tolosa in das Organisationssystem des Colleges integriert. Den Status einer Universität erhielt die Hochschule am 11. August 2001 und die Leyte State University (LSU) entstand. Diese wurde am 27. April 2007 umbenannt in die heutige Firmierung Visayas State University.